# Фінн Порат
Фінн Домінік Порат (нім. Finn Dominik Porath, нар. 23 лютого 1997, Ойтін, Німеччина) — німецький футболіст, фланговий півзахисник клубу «Гольштайн».

## Ігрова кар'єра

### Клубна
Фінн Порат починав займатися футболом у своєму рідному місті Ойтін. У 2010 році він приєднався до академії клубу «Гамбург». У 2015 році футболіста було внесено до заявки першої команди на участь у Бундеслізі. Тоді ж він почав свої виступи у другій команді «Гамбурга» в Регіональній лізі. 20 листопада 2016 року Порат провів першу гру в основі «Гамбурга», коли вийшов на заміну у матчі проти «Гоффенгайма». Та гра так і залишилася єдиною грою в першій команді в кар'єрі Пората.
Перед сезоном 2017/18 Порта був відправлений в оренду до клубу Ліги 3 «Унтергахінг», де провів два сезони.
В липні 2019 року Порат перейшов до клубу Другої Бундесліги «Гольштайн», з яким підписав контракт до 2021 року. Перед початком сезону 2020/21 футболіст продовжив контракт з клубом до червня 2023 року. Пізніше дію контракту було ще подовжено до 2026 року. В сезоні 2023/24 Фінн Порат разом з клубом виборов підвищення в класі, посівши друге місце в Другій Бундеслізі.

### Збірна
З 2012 по 2-14 роки Фінн Порат грав за юнацькі збірні Німеччини.